# Артистичне плавання на Чемпіонаті світу з водних видів спорту 2023 — соло, технічна програма (жінки)
Змагання з артистичного плавання в технічній програмі соло серед жінок на Чемпіонаті світу з водних видів спорту 2023 відбулися 14 і 15 липня 2023 року.

## Результати
Попередній раунд відбувся 14 липня о 08:38 за місцевим часом. Фінал відбувся 15 липня о 19:30 за місцевим часом.
Зеленим позначено фіналісток
| Місце | Плавчиня                  | Країна          | Попередній раунд | Попередній раунд | Фінал            | Фінал            |
| Місце | Плавчиня                  | Країна          | Очки             | Місце            | Очки             | Місце            |
| ----- | ------------------------- | --------------- | ---------------- | ---------------- | ---------------- | ---------------- |
| 1     | Юкіко Інуі                | Японія          | 273.2700         | 1                | 276.5717         | 1                |
| 2     | Васілікі Александрі       | Австрія         | 232.8367         | 3                | 264.4200         | 2                |
| 3     | Іріс Тіо Касас            | Іспанія         | 204.6666         | 7                | 254.2100         | 3                |
| 4     | Євангелія Платаніоті      | Греція          | 252.2400         | 2                | 242.5000         | 4                |
| 5     | Сюзанна Педотті           | Італія          | 193.9400         | 12               | 223.7133         | 5                |
| 6     | Одрі Ламот                | Канада          | 214.9417         | 6                | 216.4351         | 6                |
| 7     | Кіра Ховертц              | Аруба           | 193.9400         | 11               | 212.1967         | 7                |
| 8     | Клара Блеєр               | Німеччина       | 200.9649         | 9                | 202.4266         | 8                |
| 9     | Лі Рі Янг                 | Південна Корея  | 201.7866         | 8                | 200.8383         | 9                |
| 10    | Оріан Жаярдон             | Франція         | 229.7233         | 4                | 193.4234         | 10               |
| 11    | Каріна Магрупова          | Казахстан       | 195.3433         | 10               | 192.3200         | 11               |
| 12    | Кейт Шортман              | Велика Британія | 223.6033         | 5                | 192.0267         | 12               |
| 13    | Вікторія Рейхова          | Словаччина      | 181.4233         | 13               | Завершили виступ | Завершили виступ |
| 14    | Джасмін Вербена           | Сан-Марино      | 178.0966         | 14               | Завершили виступ | Завершили виступ |
| 15    | Дженна Хафсі              | Марокко         | 175.6200         | 15               | Завершили виступ | Завершили виступ |
| 16    | Надін Барсум              | Єгипет          | 174.5900         | 16               | Завершили виступ | Завершили виступ |
| 17    | Антонія Мелла             | Чилі            | 174.3566         | 17               | Завершили виступ | Завершили виступ |
| 18    | Александра Атанасова      | Болгарія        | 168.2733         | 18               | Завершили виступ | Завершили виступ |
| 19    | Патраві Чаяварак          | Таїланд         | 168.2733         | 19               | Завершили виступ | Завершили виступ |
| 20    | Гульсанам Букіна          | Узбекистан      | 166.3867         | 20               | Завершили виступ | Завершили виступ |
| 21    | Кароліна Клускова         | Чехія           | 165.1000         | 21               | Завершили виступ | Завершили виступ |
| 22    | Ана Чулич                 | Мальта          | 165.0033         | 22               | Завершили виступ | Завершили виступ |
| 23    | Ече Унгор                 | Туреччина       | 163.0701         | 23               | Завершили виступ | Завершили виступ |
| 24    | Марі Авалідзе             | Грузія          | 162.0168         | 24               | Завершили виступ | Завершили виступ |
| 25    | Габріела Альпахон         | Куба            | 160.7934         | 25               | Завершили виступ | Завершили виступ |
| 26    | Скай Макдональд           | ПАР             | 158.9600         | 26               | Завершили виступ | Завершили виступ |
| 27    | Ніка Селяк                | Словенія        | 155.9468         | 27               | Завершили виступ | Завершили виступ |
| 28    | Марта Храгіна             | Швеція          | 148.3234         | 28               | Завершили виступ | Завершили виступ |
| 29    | Марія Альфаро             | Коста-Рика      | 148.2166         | 29               | Завершили виступ | Завершили виступ |
| 30    | Александра Мансаре-Траоре | Гвінея          | 140.8950         | 30               | Завершили виступ | Завершили виступ |